# 歴青炭

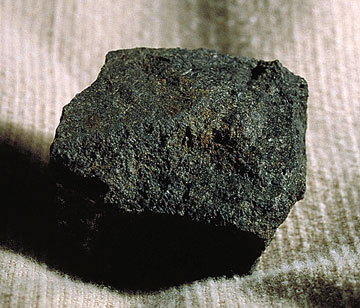
歴青炭

歴青炭、瀝青炭（れきせいたん、英: bituminous coal）とは、歴青を含む比較的柔らかい（崩れやすい）石炭。最も代表的な石炭で、意図せずに石炭といえば歴青炭をさすことが多い。炭素含有量83 - 90 %。
粘結炭のひとつで 、褐炭より炭化度が進んでいるが、無煙炭には至っていないものをいう。コークスの原料として最も適している。
炭化度によってさらに高度歴青炭と低度歴青炭に分かれ、前者は粘結性が高く、後者は粘結性が弱い。

## 産地
日本では、石狩炭田、三池炭田など。低度歴青炭、亜歴青炭が多い。
イギリスでは、炭化が進んでおり煤煙が少ないウェールズ炭が有名。

## 用途
粘結性の高いものは製鉄用コークスの原料として使われる。粘結性の低いものは亜歴青炭とともにボイラーの燃料として用いられる。